# Tecate

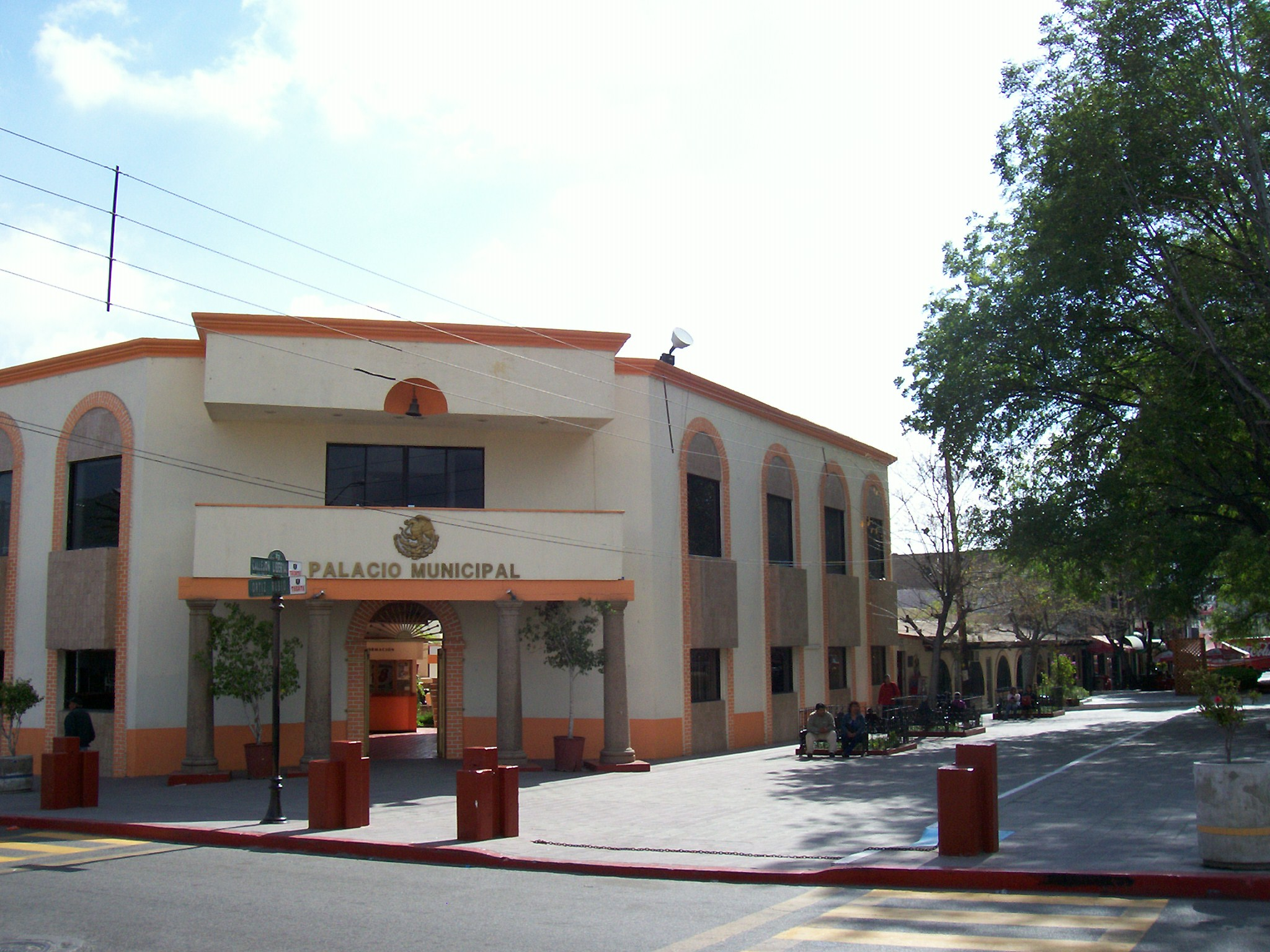
Palazzo Comunale di Tecate

Tecate è uno dei 5 comuni dello stato messicano della Bassa California, con 101 079 abitanti. Confina a Nord con San Diego, (California); a est con il comune di Mexicali; a ovest con il comune di Tijuana e al sud con il comune di Ensenada. Le sue coordinate sono: 32° 34' N e 116° 37' O. 
Il motto della città è Paraiso industrial de Baja California ("Paradiso industriale della Bassa California").

## Storia
La città di Tecate è situata in una regione abitata un tempo dagli indiani Kumeyaay.
Il nome Tecate è di origine indigena, ma di significato sconosciuto.
L'insediamento risale all'epoca delle missioni nel XVIII secolo; nel 1861 per decreto del presidente Benito Juárez venne istituita la colonia agricola di Tecate. La fondazione ufficiale del villaggio è datata 2 aprile 1888, ma il primo piano urbanistico è del 1919. La zona urbana confinava già con gli USA.
Il municipio è stato istituito l'8 marzo 1954.

## Economia
Le principali attività sono:
- Birrificio Tecate
- Maquiladora
- Agricoltura

## Località principali
Il comune di Tecate conta quasi 1000 località, tra cui la città capoluogo di Tecate con 64 764 abitanti. Le altre località urbane, con la relativa popolazione al 2010, sono:
- Lomas de Santa Anita 	6.604
- Nueva Colonia Hindú 	4.431
- Luis Echeverría Álvarez (El Hongo) 	2.411

Le località rurali sopra i 1 000 abitanti sono:
- Cereso del Hongo 	4.278
- Hacienda Tecate 	1.871
- Valle de las Palmas 	1.860
- La Rumorosa 	1.836
- Maclovio Herrera (Colonia Aviación) 	1.219
- Alfonso Garzón [Granjas Familiares] 	1.188
- El Mirador 1.171

## Governo
Presidenti del Comune
- Eufrasio Santana Sandoval 1953-1956
- Armando Aguilar Avilés 1956-1959
- Oscar Baylón Chacón 1959-1962
- José Gutiérrez Durán 1962-1965
- Arcadio Amaya Campa 1965-1968
- Alfonso Romero Bareño 1968-1971
- Arturo Guerra Flores 1971-1974
- César A. Baylón Chacón 1974-1977
- Perfecto Lara Rodríguez 1977-1980
- José Manuel Jasso Peña 1980-1983
- Cesar Moreno Martínez 1983-1986
- Jesús Méndez Zayas 1986-1988
- Jesús Ruben Adame Lostanau 1989-1992
- Pablo Contreras Rodríguez 1992-1995
- Alfredo Ferreiro Velasco 1995-1998
- Constantino León Gutiérrez 1998-2001
- Juan Vargas Rodríguez 2001-2004
- Joaquin Sandoval Millán 2004-2007